# Lucian Iliescu
Lucian Iliescu (n. 24 iulie 1946

) este un fost senator român, ales în legislatura 2012-2016. 

## Controverse
Pe 10 iunie 2015 DNA a început urmărirea penală pe numele lui Lucian Iliescu pentru abuz în serviciu și conflict de interese.
Pe 8 noiembrie 2018 procurorii DNA au hotărât clasarea în ceea ce îl privește pe Lucian Iliescu.